# Благословення (зупинний пункт)
Благослове́ння — пасажирський зупинний пункт Криворізької дирекції Придніпровської залізниці на електрифікованій лінії Верхівцеве — Кривий Ріг-Головний між станціями Девладове (15 км) та Милорадівка (5 км). Розташований неподалік сіл Олександрівка та Козацька Слобода Криворізького району Дніпропетровської області.

## Пасажирське сполучення
На платформі Благословення зупиняються приміські електропоїзди сполученням  Кривий Ріг — Верхівцеве / Дніпро.